# Heinrich Ahrens
Heinrich Ahrens (Kniestedt, 14 luglio 1808 – Salzgitter, 2 agosto 1874) è stato un filosofo e giurista tedesco, discepolo di Karl Krause.
Esule in Francia per motivi politici, fu professore di filosofia nelle università di Parigi, Bruxelles e Graz, poi, tornato in patria, in quella di Lipsia.

### Opere
- 1838-40 – Cours de droit naturel ou de philosophie du droit
- 1850-52 – Die Philosophie des Rechts und des Staates
  - I. Die Rechtsphilosophie, oder das Naturrecht, auf philosophischanthropologischer Grundlage
  - II. Die organische Staatslehre auf philosophisch-anthropologischer Grundlage
- 1855-57 – Iuristische Enzyclopädie